# 神戸徳洲会病院
神戸徳洲会病院（こうべとくしゅうかいびょういん）は、兵庫県神戸市垂水区にある民間病院である。徳洲会の病院としては全国で14番目の病院である。

## 沿革
- 1986年（昭和61年）5月1日 - 開院。
- 1995年（平成7年）3月1日 - 健康管理病棟を開設。
- 2002年（平成14年）5月1日 - 新館増築工事が完了。
- 2003年（平成15年）1月21日 - 医療療養型病床を開設。
- 2013年　(平成25年)　6月1日－80床増床（一般230床、療養79床）となる。

## 診療科
- 内科
- 呼吸器科
- 消化器科
- 循環器科
- 心臓血管外科
- 外科
- 整形外科
- 脳神経外科
- 泌尿器科
- 産婦人科
- リハビリテーション科
- 放射線科
- 麻酔科
- 小児科

## 交通アクセス
- JR・山陽電鉄垂水駅から山陽バスで約5分、千代が丘バス停で下車。